# دهستان ناینیتال
دهستان ناینیتال (به لاتین: Nainital Gewog) یک دهستان در کشور بوتان است که در ناحیهٔ سامتس واقع شده‌است.